# Гюновский сельский совет (Великобелозёрский район)
Гюновский сельский совет (укр. Гюнівська сільська рада) — входит в состав
Васильевского района
Запорожской области
Украины.
Административный центр сельского совета находится в 
с. Гюновка.

## Населённые пункты совета
- с. Гюновка
- с. Зелёная Балка